# Nielles-lès-Bléquin
Nielles-lès-Bléquin és un municipi francès situat al departament del Pas de Calais i a la regió dels Alts de França. L'any 2007 tenia 819 habitants.

## Demografia

### Població
El 2007 la població de fet de Nielles-lès-Bléquin era de 819 persones. Hi havia 312 famílies de les quals 67 eren unipersonals (22 homes vivint sols i 45 dones vivint soles), 104 parelles sense fills, 111 parelles amb fills i 30 famílies monoparentals amb fills.
La població ha evolucionat segons el següent gràfic:
Habitants censats

### Habitatges
El 2007 hi havia 347 habitatges, 319 eren l'habitatge principal de la família, 9 eren segones residències i 19 estaven desocupats. 335 eren cases i 3 eren apartaments. Dels 319 habitatges principals, 229 estaven ocupats pels seus propietaris, 79 estaven llogats i ocupats pels llogaters i 10 estaven cedits a títol gratuït; 2 tenien una cambra, 7 en tenien dues, 32 en tenien tres, 78 en tenien quatre i 200 en tenien cinc o més. 260 habitatges disposaven pel capbaix d'una plaça de pàrquing. A 152 habitatges hi havia un automòbil i a 133 n'hi havia dos o més.

### Piràmide de població
La piràmide de població per edats i sexe el 2009 era:
| Homes | Edats   | Dones |
| ----- | ------- | ----- |
| 0     | 95 o +  | 0     |
| 4     | 90 a 94 | 4     |
| 4     | 85 a 89 | 20    |
| 0     | 80 a 84 | 8     |
| 12    | 75 a 79 | 20    |
| 0     | 70 a 74 | 20    |
| 16    | 65 a 69 | 8     |
| 32    | 60 a 64 | 20    |
| 8     | 55 a 59 | 16    |
| 36    | 50 a 54 | 28    |
| 20    | 45 a 49 | 36    |
| 48    | 40 a 44 | 16    |
| 28    | 35 a 39 | 36    |
| 24    | 30 a 34 | 40    |
| 32    | 25 a 29 | 16    |
| 28    | 20 a 24 | 0     |
| 32    | 15 a 19 | 48    |
| 60    | 10 a 14 | 28    |
| 16    | 5 a 9   | 24    |
| 8     | 0 a 4   | 28    |

## Economia
El 2007 la població en edat de treballar era de 521 persones, 381 eren actives i 140 eren inactives. De les 381 persones actives 330 estaven ocupades (195 homes i 135 dones) i 51 estaven aturades (14 homes i 37 dones). De les 140 persones inactives 44 estaven jubilades, 33 estaven estudiant i 63 estaven classificades com a «altres inactius».

### Ingressos
El 2009 a Nielles-lès-Bléquin hi havia 335 unitats fiscals que integraven 885 persones, la mediana anual d'ingressos fiscals per persona era de 15.130 €.

### Activitats econòmiques
Dels 38 establiments que hi havia el 2007, 1 era d'una empresa extractiva, 4 d'empreses alimentàries, 1 d'una empresa de fabricació d'altres productes industrials, 9 d'empreses de construcció, 6 d'empreses de comerç i reparació d'automòbils, 5 d'empreses de transport, 2 d'empreses d'hostatgeria i restauració, 3 d'empreses immobiliàries, 4 d'entitats de l'administració pública i 3 d'empreses classificades com a «altres activitats de serveis».
Dels 13 establiments de servei als particulars que hi havia el 2009, 1 era una oficina de correu, 2 tallers de reparació d'automòbils i de material agrícola, 2 paletes, 1 guixaire pintor, 1 fusteria, 1 lampisteria, 2 electricistes, 1 empresa de construcció i 2 perruqueries.
Dels 3 establiments comercials que hi havia el 2009, 2 eren fleques i 1 una fleca.
L'any 2000 a Nielles-lès-Bléquin hi havia 16 explotacions agrícoles que ocupaven un total de 741 hectàrees.

## Equipaments sanitaris i escolars
El 2009 hi havia 1 farmàcia i 1 ambulància.
El 2009 hi havia una escola elemental.

## Poblacions més properes
El següent diagrama mostra les poblacions més properes.